# Ronde van Vlaanderen 2010
De Ronde van Vlaanderen 2010 is de 94e editie van deze wedstrijd, 262,3 kilometer van Brugge tot Meerbeke. Hij werd verreden op 4 april 2010.

## Mannen
Fabian Cancellara stond met 6 uur, 25 minuten en 32 seconden op de eerste plaats.

### Verloop

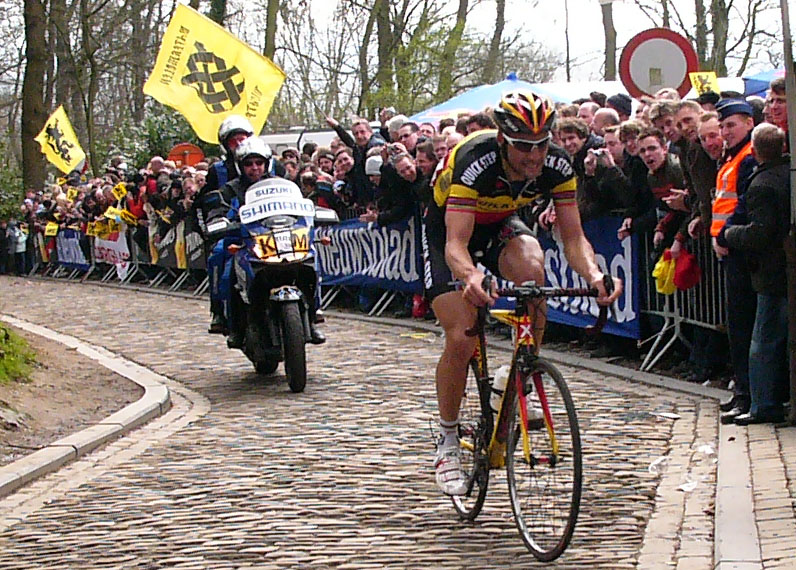
Tom Boonen op de Muur van Geraardsbergen

De Zwitser Fabian Cancellara won de wedstrijd nadat hij de weken voordien meermaals gezegd had dat hij de Ronde beschouwde als een van zijn hoofddoelen voor 2010. 
Zijn grootste concurrent, Tom Boonen, vormde met nog zo'n 40 km te rijden samen met hem de kopgroep. De twee sprongen weg op de Molenberg en leken samen op weg naar de aankomst, tot Cancellara wegreed van Boonen op de Muur-Kapelmuur. De bekendste helling van Vlaanderens mooiste werd zo opnieuw scherprechter. 
Cancellara bouwde zijn voorsprong verder uit en kwam alleen aan, met meer dan een minuut voorsprong op Boonen. Philippe Gilbert versloeg even later Björn Leukemans in de spurt om de derde plaats. Cancellara was pas de tweede Zwitser die de Ronde van Vlaanderen won. In 1923 had zijn landgenoot Heiri Suter hem dat voorgedaan.
Stijn Devolder, de winnaar van de vorige twee edities, leek er niet aan te pas te komen, maar voegde zich op het einde van de koers toch toe aan de groep favorieten. Nadat Cancellara en Boonen waren weggereden, begon Devolder in dienst van zijn ploegmaat Boonen te rijden.
Filippo Pozzato, die in 2009 nog vijfde was geworden en voor de wedstrijd tot de groep van topfavorieten werd gerekend, reed de Ronde niet wegens griep.

### Hellingen
De 15 beklimmingen in de Ronde zijn:
| Nummer | Naam           | Kilometer | Bestrating      | Lengte (m) | Gemiddelde helling |
| ------ | -------------- | --------- | --------------- | ---------- | ------------------ |
| 15     | Den Ast        | 131       | asfalt          | 350        | 5,5                |
| 14     | Kluisberg      | 165       | asfalt          | 1100       | 6                  |
| 13     | Knokteberg     | 172       | asfalt          | 1100       | 8                  |
| 12     | Oude Kwaremont | 179       | kasseien        | 2200       | 4                  |
| 11     | Paterberg      | 183       | kasseien        | 360        | 12,9               |
| 10     | Koppenberg     | 189       | kasseien        | 600        | 11,6               |
| 8      | Taaienberg     | 197       | kasseien        | 530        | 6,6                |
| 8      | Steenbeekdries | 195       | kasseien        | 700        | 5,3                |
| 7      | Eikenberg      | 202       | kasseien        | 1100       | 6,2                |
| 6      | Molenberg      | 217       | kasseien        | 463        | 7                  |
| 5      | Leberg         | 224       | asfalt          | 950        | 4,2                |
| 4      | Berendries     | 229       | asfalt          | 940        | 7                  |
| 3      | Tenbosse       | 236       | asfalt          | 455        | 6,4                |
| 2      | Muur-Kapelmuur | 246       | kasseien        | 475        | 9,3                |
| 1      | Bosberg        | 250       | kasseien/asfalt | 980        | 5,8                |

### Uitslag
| Rang | Naam              | Land                | Ploeg                 | Tijd     |
| ---- | ----------------- | ------------------- | --------------------- | -------- |
| 1    | Fabian Cancellara | Zwitserland         | Team Saxo Bank        | 6h25'32" |
| 2    | Tom Boonen        | België              | Quick-Step            | op 1'14" |
| 3    | Philippe Gilbert  | België              | Omega Pharma-Lotto    | op 2'10" |
| 4    | Björn Leukemans   | België              | Vacansoleil           | op 2'14" |
| 5    | Tyler Farrar      | Verenigde Staten    | Garmin-Slipstream     | op 2'34" |
| 6    | George Hincapie   | Verenigde Staten    | BMC Racing Team       | z.t.     |
| 7    | Roger Hammond     | Verenigd Koninkrijk | Cervélo TestTeam      | z.t.     |
| 8    | Maksim Iglinski   | Kazachstan          | Astana                | z.t.     |
| 9    | Danilo Hondo      | Duitsland           | Lampre-Farnese Vini   | z.t.     |
| 10   | William Bonnet    | Frankrijk           | Bbox Bouygues Telecom | z.t.     |

## Vrouwen
De Ronde van Vlaanderen was bij de vrouwen aan zijn zevende editie toe. De wedstrijd maakt deel uit van de wereldbeker en werd gewonnen door de Grace Verbeke, de eerste Belgische winnares op de erelijst. Zij demarreerde op de Molenberg en kreeg later gezelschap van Adrie Visser, maar op de Muur van Geraardsbergen ging Verbeke solo en ze had op de streep nog drie seconden over op de achtervolgende groep, waarvan Marianne Vos de sprint won.

### Rituitslag
| Plaats  | Naam                 | Ploeg                        | Tijd     |
| ------- | -------------------- | ---------------------------- | -------- |
| Winnaar | Grace Verbeke        | Lotto Ladies Team            | 3u09'27" |
| 2       | Marianne Vos         | Nederland Bloeit             | + 03"    |
| 3       | Kirsten Wild         | Cervélo TestTeam             | z.t.     |
| 4       | Emma Johansson       | RedSun                       | z.t.     |
| 5       | Adrie Visser         | HTC-Columbia                 | z.t.     |
| 6       | Chantal Blaak        | Leontien.nl                  | z.t.     |
| 7       | Noemi Cantele        | HTC-Columbia                 | z.t.     |
| 8       | Judith Arndt         | HTC-Columbia                 | z.t.     |
| 9       | Regina Bruins        | Cervélo TestTeam             | + 08"    |
| 10      | Annemiek van Vleuten | Nederland Bloeit             | + 51"    |
| 11      | Inga Čilvinaitė      | Safi-Pasta Zara              | + 1'47"  |
| 12      | Monia Baccaille      | Valdarno Umbria              | z.t.     |
| 13      | Brooke Miller        | Team Tibco                   | z.t.     |
| 14      | Martine Bras         | Gauss RDZ Ormu - Colnago     | z.t.     |
| 15      | Andrea Bosman        | Leontien.nl                  | z.t.     |
| 16      | Angela Brodtka       | Team Cycling Noris           | z.t.     |
| 17      | Iris Slappendel      | Cervélo TestTeam             | z.t.     |
| 18      | Carla Swart          | MTN Energade Ladies Team     | z.t.     |
| 19      | Sjoukje Dufour       | Topsport Vlaanderen-Thompson | z.t.     |
| 20      | Lieselot Decroix     | Cervélo TestTeam             | z.t.     |

## Trivia
- Tijdens deze Ronde werd de fictiereeks De Ronde opgenomen.

1913 · 
1914 · 
1915 · 
1916 · 
1917 · 
1918 · 
1919 · 
1920 · 
1921 · 
1922 · 
1923 · 
1924 · 
1925 · 
1926 · 
1927 · 
1928 · 
1929 · 
1930 · 
1931 · 
1932 · 
1933 · 
1934 · 
1935 · 
1936 · 
1937 · 
1938 · 
1939 · 
1940 · 
1941 · 
1942 · 
1943 · 
1944 · 
1945 · 
1946 · 
1947 · 
1948 · 
1949 · 
1950 · 
1951 · 
1952 · 
1953 · 
1954 · 
1955 · 
1956 · 
1957 · 
1958 · 
1959 · 
1960 · 
1961 · 
1962 · 
1963 · 
1964 · 
1965 · 
1966 · 
1967 · 
1968 · 
1969 · 
1970 · 
1971 · 
1972 · 
1973 · 
1974 · 
1975 · 
1976 · 
1977 · 
1978 · 
1979 · 
1980 · 
1981 · 
1982 · 
1983 · 
1984 · 
1985 · 
1986 · 
1987 · 
1988 · 
1989 · 
1990 · 
1991 · 
1992 · 
1993 · 
1994 · 
1995 · 
1996 · 
1997 · 
1998 · 
1999 · 
2000 · 
2001 · 
2002 · 
2003 · 
2004 · 
2005 · 
2006 · 
2007 · 
2008 · 
2009 · 
2010 · 
2011 · 
2012 · 
2013 · 
2014 · 
2015 · 
2016 · 
2017 · 
2018 · 
2019 · 
2020 · 
2021 · 
2022 · 
2023 · 
2024
Lijst van beklimmingen
 Tour Down Under · 
 Ronde van Catalonië · 
 Gent-Wevelgem · 
 Ronde van Vlaanderen · 
 Ronde van het Baskenland · 
 Amstel Gold Race · 
 Ronde van Romandië · 
 Dauphiné · 
 Ronde van Zwitserland · 
 Clásica San Sebastián · 
 Ronde van Polen · 
 Vattenfall Cyclassics · 
 GP Ouest France-Plouay · 
  Eneco Tour · 
 Grote Prijs van Quebec · 
 Grote Prijs van Montreal